# Sandmotor
Koordinaten: 52° 3′ 9,2″ N, 4° 11′ 4,8″ O

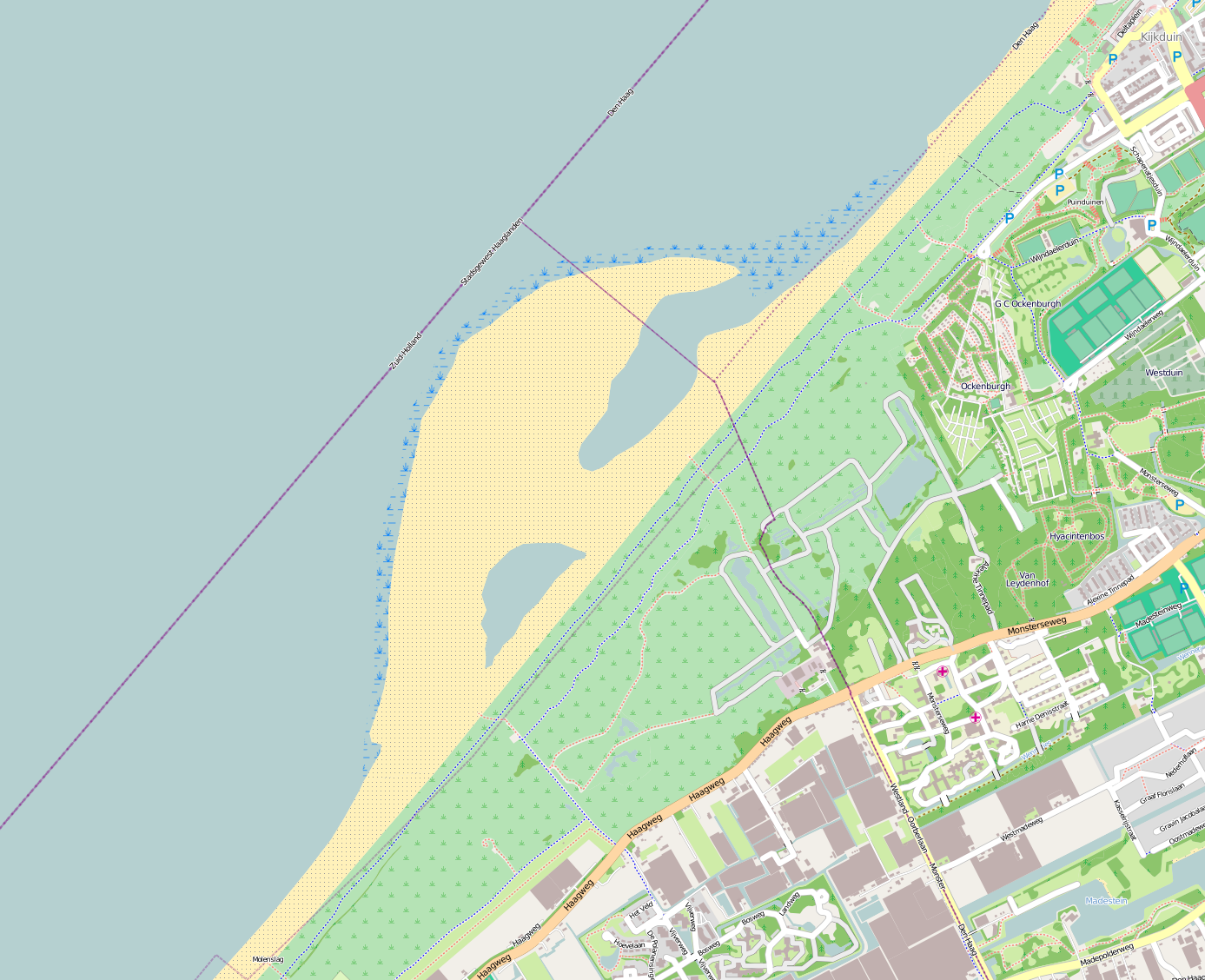
Der durch Sandaufspülung entstandene Haken auf der Karte

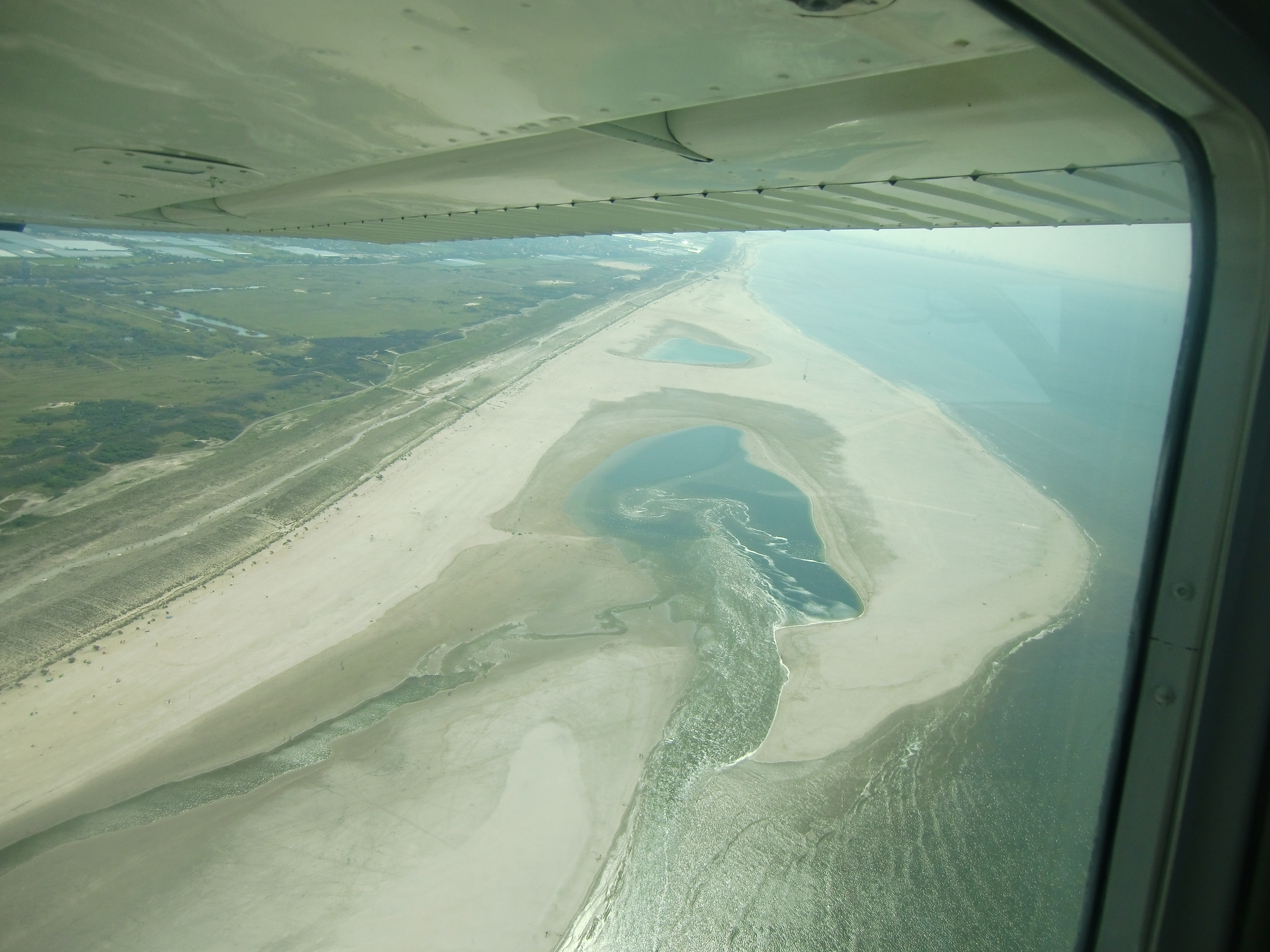
Luftaufnahme Zandmotor

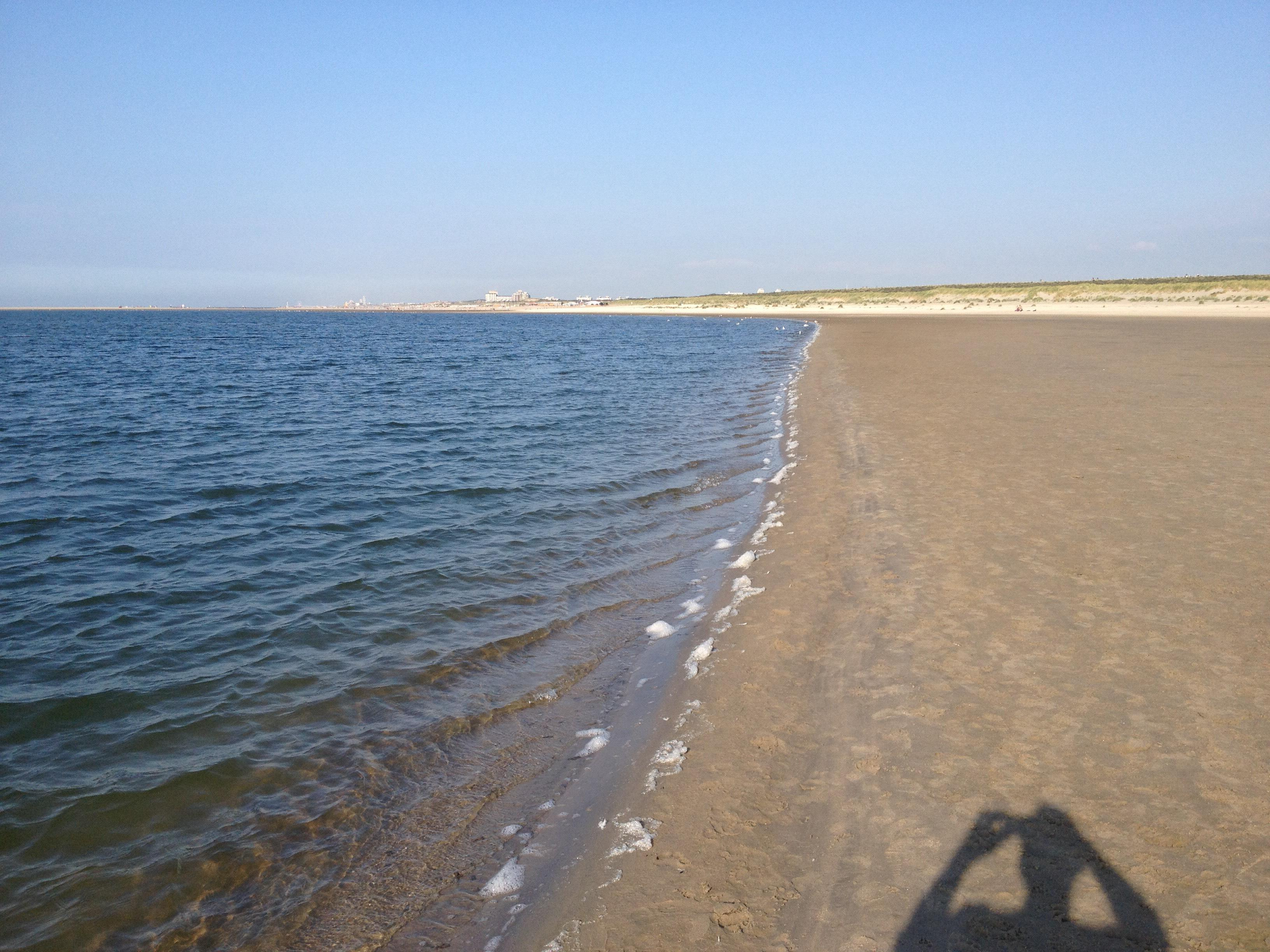
Blick auf Kijkduin über den „See“ im Sandmotor (August 2017)

Sandmotor (niederländisch zandmotor) ist die offizielle Bezeichnung für ein Küstenschutzprojekt an der niederländischen Küste. Dabei wurde eine künstliche Sandbank vor der eigentlichen Uferlinie in der Provinz Südholland aufgeschüttet, die sich durch die vorherrschenden Winde und Strömungen aus westlichen Richtungen hauptsächlich am nordöstlich gelegenen Strand zwischen Den Haag/Scheveningen und Hoek van Holland verteilen und die dort durch Hochwasser entstehenden üblichen Sandverluste kompensieren soll.

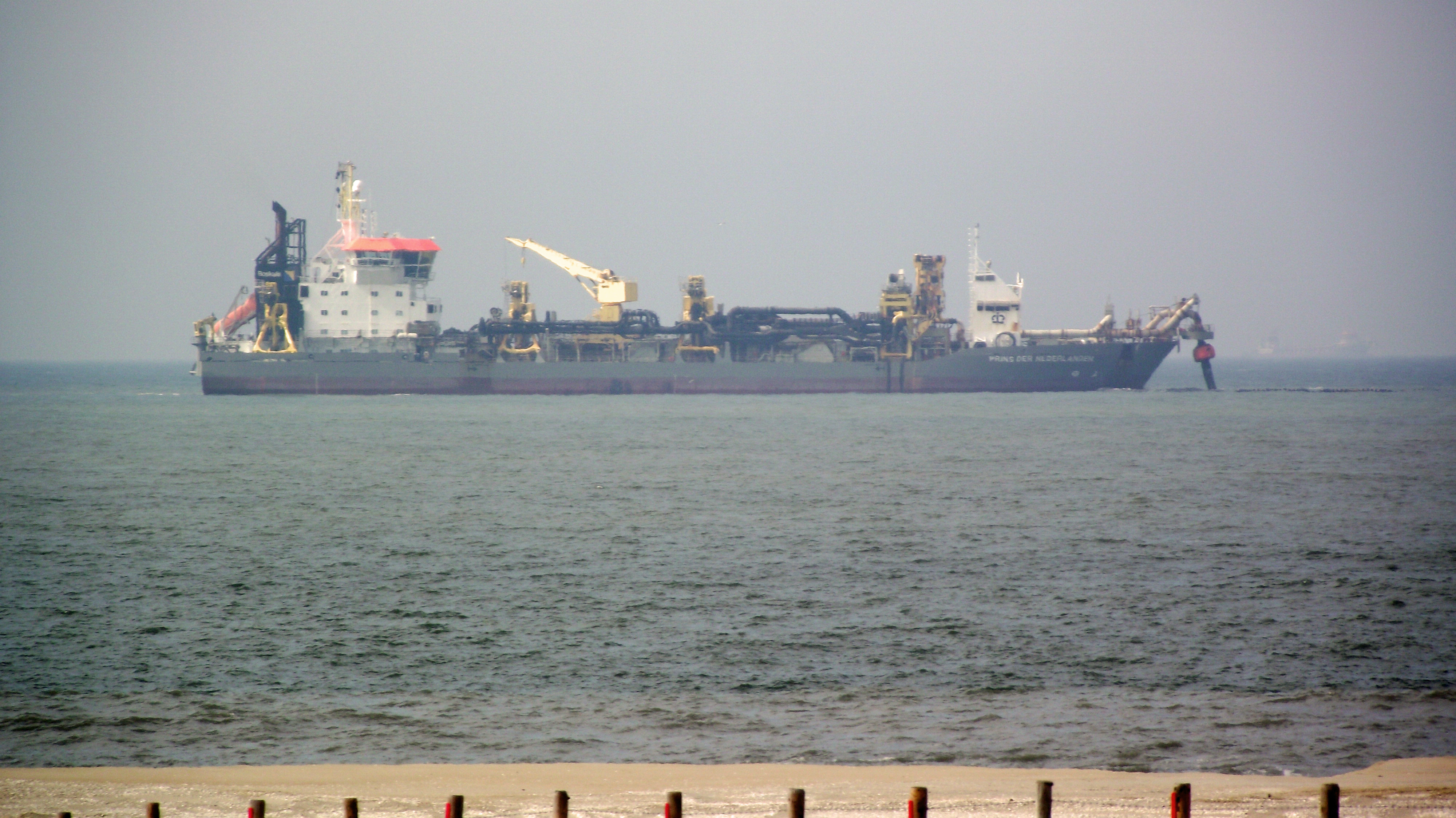
Saugschiff während der Bauphase

Im Zeitraum März bis November 2011 wurde vor dem bestehenden Dünengürtel am Strand zwischen  Ter Heijde und Kijkduin eine etwa zwei Kilometer lange, ein Kilometer in die See ragende hakenförmige Halbinsel mit einer Größe von 128 Hektar aufgespült. Die dazu verwendeten 21,5 Millionen Kubikmeter Sand wurden von Schiffen 10 km vor der Küste vom Meeresboden aufgesaugt und zum Ufer gepumpt.
Seitdem verformen Wind und Strömungen die künstliche Düne, die Besiedlung durch erste Pflanzen hat begonnen. Wenn die Maßnahme Erfolg hat, sind die bisher notwendigen permanenten Aufschüttungen und Stabilisierungen der Sandküste für lange Zeit nicht mehr notwendig.
Die Kosten werden vom niederländischen Staat (58 Millionen Euro) und von der Provinz Südholland (12 Millionen Euro) getragen.
Die künstliche Sandfläche ist öffentlich frei zugänglich und kann touristisch, zum Beispiel für Sandschlitten, genutzt werden. Andererseits werden Schwimmer an benachbarten Badestränden durch veränderte Strömungen gefährdet.
2017 konnte belegt werden, dass der Sandmotor tatsächlich die Küste erhält. Es besteht ein Interesse, ihn auch an anderen Küstenstädten einzusetzen.